# Etzelkofen
Etzelkofen est une localité et une ancienne commune suisse du canton de Berne, située dans l'arrondissement administratif de Berne-Mittelland et la commune de Fraubrunnen.

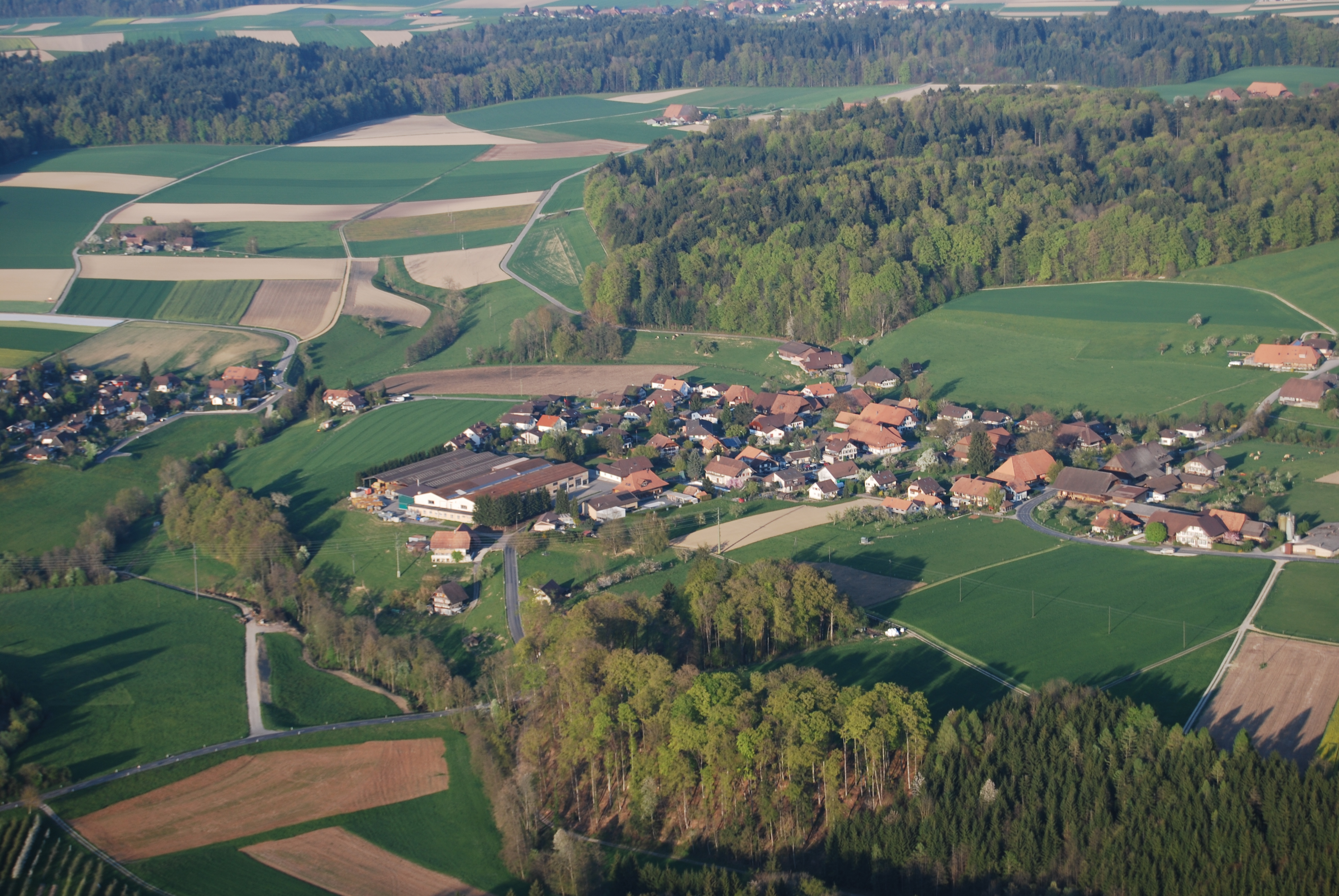
Etzelkofen.

## Histoire
Le 1er janvier 2014, Etzelkofen fusionne avec les communes de Büren zum Hof, Fraubrunnen, Grafenried, Limpach (Berne), Mülchi, Schalunen et Zauggenried. La nouvelle commune porte le nom de Fraubrunnen.